# Amberboa
Amberboa je biljni rod iz porodice glavočika smješten u podtribus Centaureinae, dio tribusa Cardueae. Postoji desetak vrsta koje rastu od srednje i zapadne Azije do Kavkaza.

## Vrste
1. Amberboa amberboi (L.) Tzvelev
2. Amberboa bucharica Iljin
3. Amberboa glauca (Willd.) Grossh.
4. Amberboa gubanovii Gabrieljan
5. Amberboa iljiniana Grossh.
6. Amberboa maroofii Negaresh
7. Amberboa moschata (L.) DC.
8. Amberboa nana (Boiss.) Iljin
9. Amberboa sosnovskyi Iljin
10. Amberboa takhtajanii Gabrieljan
11. Amberboa turanica Iljin
12. Amberboa zanjanica Ranjbar & Negaresh

## Sinonimi
- Amberboia Kuntze
- Chryseis Cass.